# Yves (Francja)
Yves – miejscowość i gmina we Francji, w regionie Nowa Akwitania, w departamencie Charente-Maritime.
Według danych na rok 1999 gminę zamieszkiwały 1057 osób, a gęstość zaludnienia wynosiła 41 osób/km² (wśród 1467 gmin regionu Poitou-Charentes Yves plasuje się na 348. miejscu pod względem liczby ludności, natomiast pod względem powierzchni na miejscu 244.).